# 파스파 문자
파스파 문자(영어: 'Phags-pa script, ꡏꡡꡃ 
ꡣꡡꡙ 
ꡐꡜꡞ, 몽골어: Дөрвөлжин бичиг dörvöljin üseg), 팔사파어(八思巴語)는 1265년 몽골 원나라(元) 국사(國師)인 파스파(八思巴, 'phags-pa)가 쿠빌라이 칸(세조 世祖)의 명을 받아 몽골어를 표기하기 위해 만든 문자로서, 몽골신자·방형몽골문자라고도 하는데, 파스파의 백부(伯父) 사펜이 처음 고안한 것을 파스파가 개량한 것이라는 설도 있다.
몽골어뿐 아니라 중국·티베트·산스크리트·위구르 등 몽골 통치 아래 있는 여러 민족의 언어를 표기하기 위한 공용문자로 고안되어 1269년 처음 완성되어 공표되었는데, 본래 티베트 문자를 방형화(方形化), 즉 네모지게 만들고 왼쪽에서 오른쪽으로 세로로 쓰게 만든 표음문자로 자음 30자, 모음 8자, 기호 9개로 되어 있었고, 뒤에 성종(成宗) 및 무종(武宗)의 제사(帝師)인 추크 오세르가 연모음(軟母音)과 복합 모음의 표기법을 고안·개정하여, 모음 8자, 자음 31자의 39개 자모(字母)로 개량되었다.
이처럼, 음소문자를 조합하여 순서대로 음절문자를 구성하는 방식은 한글을 창제할 때 영향을 주었을 것이라 보는 설도 있다.(한글#파스파 문자 유래설 참조)

## 의의와 평가
파스파자는 티베트 문자를 정방형으로 변형시켜서 몽골어 및 몽골 지배 하의 중국을 구성하는 여러 민족의 언어, 즉 한어, 티베트어, 산스크리트어 등을 나타내기 위한 목적으로 만들어진 문자인데, 우리나라는 원 통치기이던 고려 말에 유입되어 조선시대 세종대에 훈민정음을 만드는 데 참고된 것이라는 학설이 있다.
파스파 문자는 공표 이후 100여 년 동안 쓰였지만, 빨리 쓰는 데 어려움이 있는 등 표기가 불편하여 통상 위구르 계통의 문자가 쓰였고(일설에는 외국인만 사용하도록 하였다고도 한다.), 결국 14세기에 원(元)의 멸망과 함께 폐기되었지만, 당시 파스파 문자를 사용한 비문·천화·서적 등 공적인 문서가 현재 남아 있으며, 특히 한인(漢人)의 성을 파스파 문자로 쓴 《백가성(百家姓)》, 한자 발음을 파스파 문자로 표기한 《몽고자운(蒙古字韻)》은 중요한 자료로 평가된다.

## 유니코드
한편, 파스파 문자는 2006년 중에 발표된 유니코드 5.0에 U+A840 ~ U+A87F 범위로 포함되어 있다.
| U+   | 0 | 1 | 2 | 3 | 4 | 5 | 6 | 7 | 8 | 9 | A | B | C | D | E | F |
| ---- | - | - | - | - | - | - | - | - | - | - | - | - | - | - | - | - |
| A840 | ꡀ | ꡁ | ꡂ | ꡃ | ꡄ | ꡅ | ꡆ | ꡇ | ꡈ | ꡉ | ꡊ | ꡋ | ꡌ | ꡍ | ꡎ | ꡏ |
| A850 | ꡐ | ꡑ | ꡒ | ꡓ | ꡔ | ꡕ | ꡖ | ꡗ | ꡘ | ꡙ | ꡚ | ꡛ | ꡜ | ꡝ | ꡞ | ꡟ |
| A860 | ꡠ | ꡡ | ꡢ | ꡣ | ꡤ | ꡥ | ꡦ | ꡧ | ꡨ | ꡩ | ꡪ | ꡫ | ꡬ | ꡭ | ꡮ | ꡯ |
| A870 | ꡰ | ꡱ | ꡲ | ꡳ | ꡴ | ꡵ | ꡶ | ꡷ |   |   |   |   |   |   |   |   |

## 같이 보기
- 브라흐미계 문자
- 사림광기
- 싯담 문자

1. ↑  한국민족문화대백과사전